# Liste der Staatsoberhäupter 1485
Übersicht
◄◄ | ◄ | 1481 | 1482 | 1483 | 1484 | Liste der Staatsoberhäupter 1485 | 1486 | 1487 | 1488 | 1489 | ► | ►►

Weitere Ereignisse

## Afrika
- Adal
  - Sultan: Schams ad-Din ibn Muhammad (1472–1487)

- (Abdalwadiden) (im heutigen West-Algerien, Hauptstadt Tlemcen)
  - Sultan: Abu Abdallah Muhammad VII. (1469–1504)

- Ägypten (Burdschiyya-Dynastie)
  - Sultan: Qaid Bay (1468–1496)

- Äthiopien
  - Kaiser (Negus Negest): Konstantin II. (1478–1494)

- Bornu (im heutigen Niger) (Sefuwa-Dynastie)
  - König/Mai: Ali Gazi (1465–1497)

- Ifriqiya (Ost-Algerien, Tunesien) (Hafsiden)
  - Kalif: Abu Umar Uthman (1435–1488)

- Jolof (im heutigen Senegal)
  - Buur-ba Jolof: Tase Daagulen (1481–1488)

- Kano
  - Emir: Muhammad Rumfa (1463–1499)

- Kongo
  - Mani-Kongo: Nzinga á Nkuwu (João I.) (1470–1509)

- Marokko (Wattasiden)
  - Sultan: Muhammad asch-Schaich al-Mahdi (1465/72–1505)

- Munhumutapa-Reich
  - Herrscher: ukombero Nyahuma  (1480–1490)

- Songhaireich (in Westafrika)
  - Herrscher: Sonni Ali (1464–1492)

## Amerika
- Aztekenreich
  - Tlatoani: Tízoc (1481–1486)

- Inkareich
  - Inka: Túpac Yupanqui (1471–1493)

## Asien
- China (Ming-Dynastie)
  - Kaiser: Chenghua (1464–1487)

- Japan
  - Kaiser: Go-Tsuchimikado (1464–1500)
  - Shōgun Ashikaga: Ashikaga Yoshihisa (1473–1489)

- Korea (Joseon-Dynastie)
  - König: Seongjong (1469–1494)

- Persien 
  - Sultan (Timuriden-Dynastie): Husain Bayqara (1469–1501)

- Siam (Thailand)
  - König: Borommatrailokanat (1448–1488)
  - Vizekönig: Borommarachathirat III. (1463–1488)

## Europa
- Andorra
  - Co-Fürsten:
    - König von Navarra: Katharina von Navarra (1483–1517)
    - Bischof von Urgell: Pere de Cardona (1472–1515)

- Dänemark
  - König: Johann I. (1481–1513)

- Deutschordensstaat
  - Hochmeister: Martin Truchsess von Wetzhausen (1477–1489)

- England
  - König: Richard III. (1483–1485)
  - König: Heinrich VII. (1485–1509)

- Frankreich
  - König: Karl VIII. (1483–1498)
  - Bretagne
    - Herzog: Franz II. (1458–1488)

- Heiliges Römisches Reich
  - König: Friedrich III. (1440–1493) (ab 1452 Kaiser)
  - Kurfürstentümer
    - Erzstift Köln
      - Erzbischof: Hermann von Hessen (1480–1508) (1498–1508 Administrator von Paderborn)

    - Erzstift Mainz
      - Erzbischof: Berthold von Henneberg (1484–1504)

    - Erzstift Trier
      - Erzbischof: Johann II. von Baden (1456–1503)

    - Böhmen (1471–1490 Herrschaft umstritten)
      - König: Vladislav II. (1471–1516)
      - König: Matthias Corvinus (1471–1490) (in Mähren, Schlesien und Lausitz) (1458–1490 König von Ungarn)

    - Brandenburg
      - Markgraf: Albrecht Achilles (1471–1473/86)
      - Regent: Johann Cicero (1473–1486) (1486–1499 Markgraf)

    - Kurpfalz
      - Pfalzgraf: Philipp der Aufrichtige (1449–1451, 1476–1508)

    - Sachsen
      - Kurfürst: Ernst (1464–1486)

  - geistliche Fürstentümer
    - Hochstift Augsburg
      - Bischof: Johann II. von Werdenberg (1469–1486)

    - Hochstift Bamberg
      - Bischof: Philipp von Henneberg (1475–1487)

    - Hochstift Basel
      - Bischof: Kaspar zu Rhein (1479–1502)

    - Erzstift Besançon
      - Erzbischof: Charles de Neufchâtel (1463–1498)

    - Hochstift Brandenburg
      - Bischof: Arnold von Burgsdorf (1472–1485)
      - Bischof: Joachim I. (1485–1507)

    - Erzstift Bremen
      - Administrator: Heinrich II. von Schwarzburg (1463–1496) (1466–1496 Bischof von Münster)

    - Hochstift Brixen
      - Bischof: Georg Golser (1464–1488)

    - Hochstift Cambrai
      - Bischof: Heinrich von Glymes und Berghes (1480–1502)

    - Hochstift Cammin
      - Bischof: Angelus Geraldini (1482–1485)
      - Bischof: Benedikt von Waldstein (1485–1498)

    - Hochstift Chur
      - Bischof: Ortlieb von Brandis (1458–1491)

    - Abtei Corvey
      - Abt: Hermann von Bömelberg (1478–1504)

    - Hochstift Eichstätt
      - Bischof: Wilhelm von Reichenau (1464–1496)

    - Fürstpropstei Ellwangen
      - Propst: Albrecht von Rechberg (1461–1502)

    - Hochstift Freising
      - Bischof: Sixtus von Tannberg (1474–1495) (1470–1474 Bischof von Gurk)

    - Abtei Fulda
      - Abt: Johann von Henneberg-Schleusingen (1472–1513)

    - Hochstift Genf
      - Bischof: Franz von Savoyen (1484–1490)

    - Hochstift Halberstadt
      - Administrator: Ernst II. von Sachsen (1479–1513) (1476–1513 Erzbischof von Magdeburg)

    - Hochstift Havelberg
      - Bischof: Wedigo Gans von Putlitz (1460–1487)

    - Hochstift Hildesheim
      - Bischof: Berthold II. von Landsberg (1481–1502) (1470–1481 Bischof von Verden, 1481–1502 Administrator von Verden)

    - Hochstift Konstanz
      - Bischof: Otto IV. von Sonnenberg (1474–1491)

    - Hochstift Lausanne
      - Bischof: Benoît de Montferrand (1476–1491)

    - Hochstift Lübeck
      - Bischof: Albert II. Krummendiek (1466–1489)

    - Hochstift Lüttich
      - Bischof: Johann IX. von Hoorn (1483–1505)

    - Erzstift Magdeburg
      - Erzbischof: Ernst von Sachsen (1476–1513) (1479–1513 Administrator von Halberstadt)

    - Hochstift Meißen
      - Bischof: Johann V. von Weißenbach (1476–1487)

    - Hochstift Merseburg
      - Bischof: Thilo von Trotha (1466–1514)

    - Hochstift Metz
      - Bischof: Heinrich II. von Lothringen-Vaudemont (1485–1505)

    - Hochstift Minden
      - Bischof: Heinrich III. von Schauenburg (1473–1508)

    - Hochstift Münster
      - Bischof: Heinrich III. von Schwarzburg (1466–1496) (1463–1496 Administrator von Bremen)

    - Hochstift Naumburg
      - Bischof: Dietrich IV. von Schönberg (1481–1492)

    - Hochstift Osnabrück
      - Bischof: Konrad IV. von Rietberg (1482–1508) (1497–1508 Administrator, 1497–1508 Bischof von Münster)

    - Hochstift Paderborn
      - Bischof: Simon III. zur Lippe (1463–1498)

    - Hochstift Passau
      - Bischof: Friedrich Mauerkircher (1482–1485)
      - Bischof: Friedrich von Öttingen (1485–1490)

    - Hochstift Ratzeburg
      - Bischof: Johannes V. Parkentin (1479–1511)

    - Hochstift Regensburg
      - Bischof: Heinrich IV. von Absberg (1465–1492)

    - Erzstift Salzburg
      - Administrator: Johann III. Beckenschlager (1481–1489) (ab 1487 Erzbischof)

    - Hochstift Schwerin
      - Bischof: Konrad Loste (1482–1503)

    - Hochstift Sitten
      - Bischof: Jost von Silenen (1482–1496)

    - Hochstift Speyer
      - Bischof: Ludwig von Helmstatt (1478–1504)

    - Hochstift Straßburg
      - Bischof: Albrecht von Pfalz-Mosbach (1478–1506)

    - Hochstift Toul
      - Bischof: Anton I. von Neuenburg (1461–1495)

    - Hochstift Trient
      - Bischof: Johannes V. Hinderbach (1465–1486)

    - Hochstift Utrecht
      - Bischof: David von Burgund (1456–1496)

    - Hochstift Verden
      - Administrator: Berthold von Landsberg (1481–1502) (1481–1502 Bischof von Hildesheim, 1470–1481 Bischof von Verden)

    - Hochstift Verdun
      - Bischof: Guillaume de Haraucourt (1457–1500)

    - Hochstift Worms
      - Bischof: Johann III. von Dalberg (1482–1503)

    - Hochstift Würzburg
      - Bischof: Rudolf II. von Scherenberg (1466–1495)

  - weltliche Fürstentümer
    - Baden
      - Markgraf: Christoph I. (1475–1515)

    - Bayern
      - Bayern-München
        - Herzog: Albrecht IV. (1465–1508)

      - Bayern-Landshut
        - Herzog: Georg der Reiche (1479–1503)

    - Brandenburg-Ansbach
      - Markgraf: Albrecht Achilles (1440–1486) (1471–1486 Kurfürst von Brandenburg, 1457–1486 Markgraf von Brandenburg-Kulmbach)

    - Brandenburg-Kulmbach
      - Markgraf: Albrecht Achilles (1457–1486) (1471–1486 Kurfürst von Brandenburg, 1440–1486 Markgraf von Brandenburg-Ansbach)

    - Hanau
      - Hanau-Lichtenberg
        - Graf: Philipp II. (1480–1504)

      - Hanau-Münzenberg
        - Graf: Philipp I. der Jüngere (1458–1500) (bis 1467 unter Vormundschaft) (1452–1458 Graf von Hanau)

    - Hessen
      - Niederhessen
        - Landgraf: Wilhelm I. (1471–1493)

      - Oberhessen
        - Landgraf: Wilhelm III. (1483–1500)

    - Hohenzollern
      - Graf: Jobst Nikolaus I. (1439–1488)

    - Kleve-Mark
      - Herzog: Johann II. (1481–1529)

    - Lippe
      - Herr: Bernhard VII. (1429–1511)

    - Lothringen
      - Herzog: René II. (1473–1508)

    - Mecklenburg
      - Herzog: Magnus II. (1477–1503)

    - Nassau
      - ottonische Linie
        - Nassau-Beilstein
          - Graf: Heinrich IV. (1473–1499)

        - Nassau-Breda
          - Graf: Engelbert II. (1475–1504)

        - Nassau-Dillenburg
          - Graf: Johann V. (1475–1516)

      - walramische Linie
        - Nassau-Idstein
          - Graf: Philipp (1480–1509)

        - Nassau-Weilburg
          - Graf: Philipp II. (1429–1492)

        - Nassau-Wiesbaden
          - Graf: Adolf III. (1480–1511)

    - Oldenburg (gemeinsame Herrschaft)
      - Graf: Adolf (1482–1500)
      - Graf: Johann V. (1482–1526)

    - Ortenburg
      - Graf: Georg II. (1460–1488)

    - Ostfriesland
      - Regentin: Theda (1466–1491)
      - Graf: Enno I. (1480–1491)
      - Graf: Edzard I. (1480–1528)

    - Pfalz (Kurlinie siehe unter Kurfürstentümer)
      - Pfalz-Mosbach-Neumarkt
        - Pfalzgraf: Otto II. (1461–1499)

      - Pfalz-Simmern
        - Pfalzgraf: Johann I. (1480–1509)

      - Pfalz-Zweibrücken
        - Pfalzgraf: Ludwig I. (1453–1489) (1444–1489 Graf von Veldenz)

    - Pommern
      - Herzog: Bogislaw X. (1478–1523) (1474–1478 Herzog von Pommern-Stettin)

    - Sachsen-Lauenburg (Askanier)
      - Herzog: Johann IV. (1463–1507)

    - Schleswig-Holstein (1482–1489 gemeinsame Herrschaft) (Schleswig gehörte nicht zum HRR, sondern war Teil Dänemarks)
      - Herzog: Friedrich I. (1482–1533) (1523–1533 König von Dänemark, 1524–1533 König von Norwegen)
      - Herzog: Johann I. (1482–1513) (1481–1513 König von Dänemark, 1481–1513 König von Norwegen, 1497–1501 König von Schweden)

    - Waldeck
      - Waldeck-Landau
        - Graf: Otto IV. (1459–1495)

      - Waldeck-Waldeck
        - Graf: Heinrich VIII. (1475–1486) (bis 1486 unter Vormundschaft) (1486–1513 Graf von Waldeck-Wildungen)
          - Regent: Philipp II. (1475–1486) (1486–1524 Graf von Waldeck-Eisenberg)

    - Württemberg
      - Graf: Eberhard V. (1482–1495) (1457–1482 Graf von Württemberg-Urach, 1495–1496 Herzog von Württemberg)

- Italienische Staaten
  - Ferrara, Modena und Reggio
    - Herzog: Ercole I. d’Este (1471–1505)

  - Florenz (nominell Republik)
    - Signore: Lorenzo il Magnifico (1469–1492; de facto Herrscher)

  - Genua
    - Doge: Paolo di Campofregoso (1462, 1463–1464, 1483–1488)

  - Kirchenstaat
    - Papst: Innozenz VIII. (1484–1492)

  - Mailand
    - Herzog: Gian Galeazzo Sforza (1476–1494)

  - Mantua
    - Markgraf: Gianfrancesco II. Gonzaga (1484–1519)

  - Montferrat
    - Markgraf: Bonifatius III. (1483–1494)

  - Neapel
    - König: Ferrante (1458–1494)

  - Rimini
    - Herr: Pandolfo IV. Malatesta (1482–1528)

  - Saluzzo
    - Markgraf: Ludwig II. (1475–1504)

  - San Marino
    - Capitani Reggenti: Giacomo di Marino, Marino Giangi (1484–1485)
    - Capitani Reggenti: Maurizio di Antonio Lunardini, Bartolo di Pasquino (1485)
    - Capitani Reggenti: Sabatino di Bianco, Cristoforo di Cecco di Vita (1485–1486)

  - Savoyen
    - Herzog: Karl I. (1482–1490)

  - Sizilien (1412–1713 zu Aragon bzw. Spanien)
    - König: Ferdinand II. (1479–1516)
      - Vizekönig: Gaspar de Spes (1479–1489)

  - Urbino
    - Herzog: Guidobaldo I. da Montefeltro (1482–1508)

  - Venedig
    - Doge: Giovanni Mocenigo (1478–1485)
    - Doge: Marco Barbarigo (1485–1486)

- Moldau
  - Fürst: Ștefan cel Mare (1457–1504)

- Monaco
  - Seigneur: Lambert (1457–1494)

- Norwegen
  - König: Johann I. (1481–1513)

- Osmanisches Reich
  - Sultan: Bayezid II. (1481–1512)

- Polen
  - König: Johann I. (1447–1492)

- Portugal
  - König: Johann II. (1481–1495)

- Russland
  - Großfürst: Iwan III. (1462–1510)

- Schottland
  - König: Jakob III. (1460–1488)

- Schweden
  - Reichsverweser: Sten Sture der Ältere (1470–1497)

- Spanische Staaten
  - Aragon
    - König: Ferdinand II. (1479–1516) (1474–1504 König von Kastilien, 1506–1516 Regent von Kastilien, 1512–1516 König von Navarra, 1504–1516 König von Neapel)

  - Granada
    - Emir: Abu l-Hasan Ali (1464–1482, 1483–1485)
    - Emir: Muhammad XIII. (1485–1486)

  - Kastilien
    - Königin: Isabella I. (1474–1504)
    - König: Ferdinand II. von Aragón (1474–1504) (de iure uxoris) (1506–1516 Regent von Kastilien, 1479–1516 König von Aragón und Sizilien, 1512–1516 König von Navarra, 1504–1516 König von Neapel)

  - Navarra
    - Königin: Katharina (1483–1517)
    - König: Johann III. (1484–1516) (de iure uxoris)

- Ungarn
  - König: Matthias Corvinus (1458–1490) (1471–1490 König von Böhmen)

- Walachei
  - Fürst: Vlad Călugărul (1481, 1482–1495)

- Zeta
  - Fürst: Ivan I. Crnojević (1465–1490)

- Zypern
  - Königin: Caterina Cornaro (1474–1489)